# Martí Vergés
Martí Vergés Massa, également connu comme Martín Vergés, né le 8 mars 1934 à Vidreres (en Catalogne, en Espagne) et mort le 17 février 2021, est un footballeur international espagnol.
Ce milieu de terrain réalise l'essentiel de sa carrière au FC Barcelone, de 1956 à 1966, et dispute avec l'équipe nationale la Coupe du monde de 1962.

## Carrière
Formé au FC Barcelone, Vergés porte deux saisons le maillot de España Industrial puis signe comme professionnel au Barça en 1956. Il y évolue dix saisons, pendant lesquelles il dispute 188 matchs de championnat et remporte à plusieurs reprises le Championnat d'Espagne, la Coupe d'Espagne et la Coupe des villes de foires. 
Il est sélectionné à partir de 1957 en équipe nationale, et honore sa douzième et dernière sélection lors de la défaite des Espagnols face au Brésil lors de la Coupe du monde de 1962.

## Parcours
- 1954–1956 :  España Industrial
- 1956–1966 :  FC Barcelone

## Palmarès
- Championnat d'Espagne : 1959, 1960
- Coupe d'Espagne : 1957, 1959, 1963
- Coupe des villes de foires : 1958, 1960, 1966